# دنیاگیری کووید-۱۹ در اسرائیل
دنیاگیری کووید-۱۹ در اسرائیل بخشی از دنیاگیری بیماری کروناویروس ۲۰۱۹ در جهان است. اولین مورد تأیید شده در اسرائیل در ۲۱ فوریه ۲۰۲۰ در رمت گن اعلام شد.